# Hans Zbinden (Politiker)

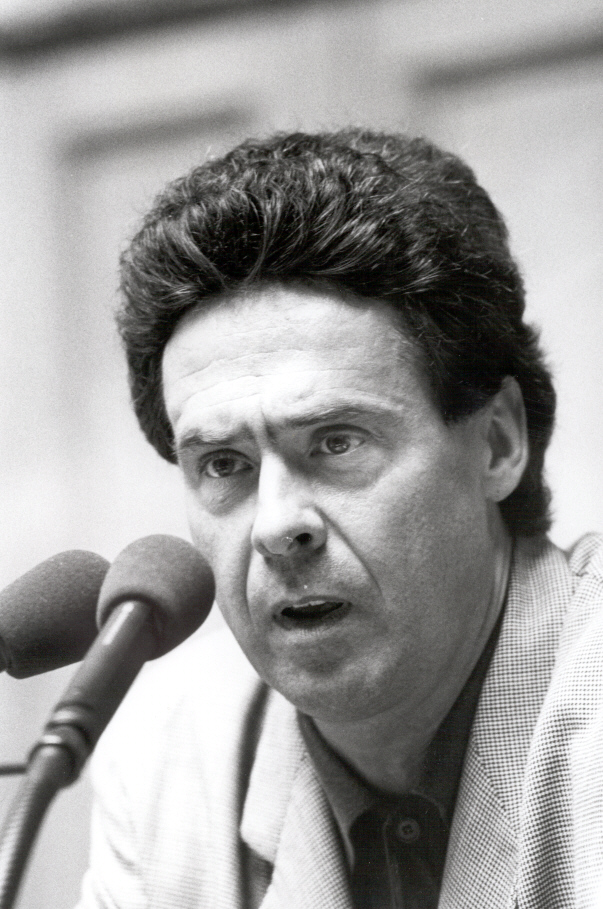
Hans Zbinden (1990)

Hans Zbinden (geboren am 7. Juni 1945 in Rüschegg; heimatberechtigt in Rüschegg) ist ein Schweizer Politiker (SP). Er war von 1987 bis 1991 und von 1993 bis 2002 Mitglied des Nationalrats.

## Leben
Zbinden ist in Rheinfelden aufgewachsen. Sein Vater war Bäcker.
Er war beruflich im Bildungsbereich tätig. Im Verlauf seines Berufslebens unterrichtete er auf allem Schulstufen vom Kindergarten bis zur Hochschule. Er wirkte auch in der Schulaufsicht und in der Bildungsforschung. Nachdem er einige Jahre im Bildungswesen tätig gewesen war, absolvierte er ein Studium der Pädagogik und Soziologie an der Universität Zürich. Er promovierte mit einer Dissertation zum Thema «Innovationen in Bildungsorganisationen». Er war auch als persönlicher Mitarbeiter des Baselbieter Bildungsdirektor Peter Schmid und der Zürcher Gesundheitsdirektorin Verena Diener tätig.
Zbinden war von 1977 bis 1987 Mitglied des Grossen Rats des Kantons Aargau, den er im Amtsjahr 1986/1987 präsidierte.
1987 wurde Zbinden Gründungsdirektor des Aargauer Didaktikums für Bezirkslehrkräfte. Im Herbst desselben Jahres wurde er erstmals und eher überraschend knapp vor dem nicht wiedergewählten Max Chopard in den Nationalrat gewählt. Wegen einer Bedingung in seinem Arbeitsvertrag musste er für die Annahme der Wahl auf seine Stelle verzichten. Bei den Nationalratswahlen 1991 wurde er, als die SP den dritten Sitz verlor, nicht wiedergewählt. Er war zeitgleich zu den Ständeratswahlen angetreten, verzichtete aber auf den zweiten Wahlgang, nachdem er im ersten Wahlgang nur den vierten Platz erreicht hatte. Er rückte 1993 für Silvio Bircher in den Nationalrat nach, der nach seiner Wahl in den Aargauer Regierungsrat zurückgetreten war. 2002 trat er aus dem Nationalrat zurück. Seine Nachfolgerin wurde Pascale Bruderer.
Zbinden war der Urheber einer parlamentarischen Initiative, die zur Einführung des Bildungsartikels in die Bundesverfassung führte.
Weitere Ämter, die er bekleidete, waren das Vizepräsidium der Fachhochschule Aargau und der Nachfolge-Institution Fachhochschule Nordwestschweiz und das Vizepräsidium der SP Schweiz. Zudem präsidierte er Brot für alle.
In der Schweizer Armee war er Pilot und Offizier.
Zusammen mit Andy Egli und Heinz Hermann war er einer der Gründer der ersten Schweizer Gewerkschaft für Fussballspieler «Profoot».